# Marianne Aminoff
Marianne Aminoff (Uddevalla, 21 de septiembre de 1916 – Estocolmo, 14 de abril de 1984) fue una actriz sueca. Debutó en el cine en 1937 en la película John Ericsson – segraren vid Hampton Roads. Su última aparición en cine se registró en la película Fanny y Alexander, escrita y dirigida por Ingmar Bergman y ganadora de cuatro premios Oscar.

## Filmografía seleccionada
- Thunder and Lightning (1938)
- One, But a Lion! (1940)
- The Last Adventure (1974)
- Face to Face (1976)
- Paradise Place (1977)
- Autumn Sonata (1978)
- Fanny y Alexander (1982)